# Invocator
Invocator ist eine dänische Thrash-Metal-Band aus Esbjerg.

## Geschichte
Die Band wurde 1986 unter dem Namen Black Creed gegründet. Schon nach kurzer Zeit änderte man den Namen in Invocator. Die Gründungsformation bildeten Jacob Hansen (Gesang, Gitarre), Jakob Schultz (Gitarre), Otto Hansen (Bass) und Simon Melsen (Schlagzeug). Zwei Jahre später wurde das erste Demo Genetic Confusion veröffentlicht, das sich über eintausend Mal verkaufte. Mit einer neuen Rhythmusabteilung wurde ein Jahr später das zweite Demo Alterations aufgenommen. Diese Demokassette verkaufte sich annähernd zweitausend Mal und Invocator wurde von Black Mark Production unter Vertrag genommen. In der Zwischenzeit spielte die Band Konzerte mit Bands wie Entombed, Psychotic Waltz, Edge of Sanity und Gorefest.
Im Juni 1991 wurde schließlich das Debütalbum Excursion Demise veröffentlicht. Mit Perle Hansen stand inzwischen ein neuer Mann am Bass und Invocator tourte im Vorprogramm von Dark Angel durch Europa. Die Verkäufe erreichten in Europa derweil die 10.000er-Marke. Bei den dänischen Grammys erhielt die Band in der Kategorie „Bestes Metal-Album“ immerhin eine Nominierung, denn gegen die übermächtigen D-A-D war kein Ankommen.
Zwei Jahre später erschien das zweite Album Weave the Apocalypse. Perle Hansen war hierauf vom Bass zur Gitarre gewechselt. Da Jakob Schultz sich geweigert hatte, den Bass zu übernehmen, hatte er die Band verlassen müssen. Per Jakobson war für die Aufnahmen an seine Stelle getreten. Er bestritt auch die folgende Europatournee, nach deren Abschluss wurde er allerdings durch Carsten Mikkelsen ersetzt. Bei der Tournee spielte die Band als Vorgruppe für Paradise Lost. Gewissermaßen als Dreingabe konnte sie auch noch Sepulturas Dänemark-Abstecher eröffnen.
Etwa zu dieser Zeit gab Jacob Hansen das zeitaufwändige, vor allem aber kostspielige Erstellen eines Fanzines auf, um mit einem neu eröffneten Plattenladen Einnahmen zu erzielen.
1994 wechselte die Band von Black Mark zu Progress. Als erstes veröffentlichte Progress die Kompilation Early Years, die alle Demolieder sowie Coverversionen von Dark Angel und Artillery enthält. Ein Jahr später erschien das Album Dying to Live, mit dem die Band durch Dänemark tourte. Schlagzeuger Per M. Jensen wurde wegen seines übermäßigen Haschisch-Konsums vor die Tür gesetzt. Dies war die Ursache (oder verstärkendes Moment) einer internen Krise. Kurze Zeit später löste sich die Band auf.
Im Jahre 2001 fing Jacob Hansen zusammen mit dem ehemaligen Autumn-Leaves-Gitarristen Flemming C. Lund an, neue Lieder zu schreiben. Mit dem dazu geholten Schlagzeuger Brian Rasmussen wurde 2002 ein neues Demo aufgenommen. Kurze Zeit später schloss sich der Bassist Mikkelsen wieder der Band an. Auf Mikkelsens Empfehlung komplettierte der Schlagzeuger Jakob Gundel die Band. Ein Jahr später erschien das bisher letzte Studioalbum Through the Flesh to the Soul, das über die italienische Firma Scarlet Records erhältlich ist. Die Live-Premiere der neue Besetzung fand im November 2003 auf dem Aalborg Metal-Festival statt.
Danach übernahmen die Musiker verschiedene Jobs in Seitenprojekten oder Studiosessions, als Gastmusiker oder Produzent. Die prominentesten Aufgaben fielen Flemming C. Lund zu, der für The Arcane Order aktiv ist, und Jacob Hansen, der bis 2010 Anubis Gate verstärkte. Carsten Mikkelsen vermittelt seit seinem Musikhochschulabschluss als Musiklehrer sein Wissen. Eine Auflösung der Stammband Invocator hat indes nicht stattgefunden.

## Stil
Invocator ist eindeutig dem Thrash Metal zuzuordnen, der anfangs noch sehr schnell gespielt wurde und später an Tempo verlor. Zudem wird sie auch gelegentlich als eine Pionierband des Thrash- und Death-Metal bezeichnet.

„Wir sind mit Thrash Metal aufgewachsen, das ist die Musik, die wir mögen, und die Musik, die wir machen. Unser größtes Problem ist, daß wir keine Death Metal-Band sind. Viele Leute akzeptieren ausschließlich Death Metal. Alles muß extrem dunkel sein, um Erfolg zu haben. Es gibt aber viel zuviele Death Metal-Gruppen, so daß sie sich gegenseitig das Wasser abgraben. Obwohl wir auch gerne Death Metal hören, orientieren wir uns eher an klassischen Thrash-Acts wie Dark Angel. Ich denke, daß all diese Death Metal-Combos, die eine oder zwei Platten auf den Markt geschmissen haben, in spätestens zwei Jahren tot sein werden. […] Auch wenn man es nicht sehen kann, existiert neben der Death Metal-Flut immer noch eine Thrash-Szene, die es auch weiterhin geben wird. Sie braucht nur etwas Zeit, um durch diese Death Metal-Periode zu kommen.“

„Wir wollten einfach weg von diesem Hochgeschwindigkeitssound, wie wir ihn auf unserem Debüt und teilweise auch auf Weave the Apocalypse praktiziert hatten. Jetzt spielen wir extremen Rock'n'Roll mit Thrash-Elementen. Daß die ersten vier Songs auf Dying to Live praktisch exakt im gleichen Tempo gehalten sind, ist reiner Zufall.“

„Wir wollten im Vergleich zu unserem '91er Debüt Excursion Demise und mit dem neueren Line-Up ein bißchen eingängigere Parts und auch melodischere Gesangslinien haben […]. Ich finde, einige unserer Songs sind verdammt brutal und könnten wiederum fast schon Death Metal sein. Alles in allem ist es aber schon mehr ein Thrash-Album mit leichten Hardcore-Einflüssen.“

So festgelegt die Stil-Zuordnung ist, so verschieden sind die genannten ähnlichen Bands. Am häufigsten wurde Kreator genannt. Dark Angel, Pantera und Exhorder folgen mit Abstand. Genauso oft, jedoch vom selben Rezensenten, wurden Forbidden und Gorefest angegeben. Außerdem fielen die Namen Pestilence, Slayer, Crowbar, Merauder, Vital Remains, In Flames, sowie in einem Atemzug die Thrash-Bands der ersten Stunde Exodus, Sodom und Destruction.

## Diskografie

### Alben
- 1991: Excursion Demise (Black Mark Production)
- 1993: Weave the Apocalypse (Black Mark Production)
- 1995: Dying to Live (Progress Records)
- 2003: Through the Flesh to the Soul (Scarlet Records)

### Demos
- 1988: Genetic Confusion
- 1989: Alterations
- 1992: Promotape 92
- 2002: Demo 2002

### Sonstiges
- 1992: Insurrected Despair (EP, Black Mark Production)
- 1994: Early Years (Kompilation, Progress Records)
- 2014: Alterations from the Past (Doppel-LP-Kompilation, Doomentia Records)